# Enrique Esqueda
Enrique Alejandro Esqueda Tirado (Santiago de Querétaro, Querétaro, 1988. április 19. –) egy mexikói válogatott labdarúgó, aki 2016-tól a Tiburones Rojos de Veracruzban játszik támadóként.

## Pályafutása

### Klubcsapatokban
2006. április 22-én a Club América játékosaként mutatkozott be az első osztályú bajnokságban, amikor is együttese 0–1-es vereséget szenvedett az Atlantétől. 2011-ben a Pachucához került, azonban szinte a teljes 2012-es évben nem lépett pályára egy súlyos sérülés miatt. 2014-ben egy szezont töltött az Atlasnál, majd a Tigres játékosa lett. Velük részt vett a 2015-ös Copa Libertadoresen is, ahol 5 mérkőzésen 4 gólt szerzett, majd otthon megnyerte a 2015 Apertura bajnokságot, igaz, csak itt összesen csak két mérkőzésen szerepelt. Ezután átigazolt a Veracruzba.

### A válogatottban
A felnőtt válogatottban 19 évesen, 2007 augusztusában lépett pályára először egy Kolumbia elleni barátságos mérkőzésen, majd a következő években még néhány barátságoson szerepelt, valamint 2009-ben egy vb-selejtezőn is, ahol megszerezte első válogatottbeli gólját is. 2011-től 2014-is nem kapott lehetőséget a nemzeti csapatban, de 2015-ben beválogatták a Copa Américán részt vevő mexikói keretbe.

#### Mérkőzései a válogatottban
| Mexikó | Mexikó               | Mexikó                                          | Mexikó             | Mexikó   | Mexikó        | Mexikó       | Mexikó | Mexikó  |
| #      | Dátum                | Helyszín                                        | Hazai              | Eredmény | Vendég        | Kiírás       | Gólok  | Esemény |
| ------ | -------------------- | ----------------------------------------------- | ------------------ | -------- | ------------- | ------------ | ------ | ------- |
| 1.     | 2007. augusztus 22.  | Commerce City, Dick's Sporting Goods Park       | Mexikó             | 0 – 1    | Kolumbia      | barátságos   | 0      | 65'     |
| 2.     | 2008. szeptember 24. | Los Angeles, Memorial Coliseum                  | Mexikó             | 0 – 1    | Chile         | barátságos   | 0      | 46'     |
| 3.     | 2009. szeptember 30. | Dallas, Cotton Bowl                             | Mexikó             | 1 – 2    | Kolumbia      | barátságos   | 0      | 64'     |
| 4.     | 2009. október 14.    | Port of Spain, Hasely Crawford Stadion          | Trinidad és Tobago | 2 – 2    | Mexikó        | vb-selejtező | 1      | 54' 54' |
| 5.     | 2010. augusztus 11.  | Mexikóváros, Estadio Azteca                     | Mexikó             | 1 – 1    | Spanyolország | barátságos   | 0      | 57'     |
| 6.     | 2010. szeptember 4.  | Zapopan, Estadio Omnilife                       | Mexikó             | 1 – 2    | Ecuador       | barátságos   | 0      | 77'     |
| 7.     | 2010. szeptember 7.  | San Nicolás de los Garza, Estadio Universitario | Mexikó             | 1 – 0    | Kolumbia      | barátságos   | 0      | 67' 91' |
| 8.     | 2010. október 12.    | Ciudad Juárez, Estadio Olímpico Benito Juárez   | Mexikó             | 2 – 2    | Venezuela     | barátságos   | 0      | 46'     |
| 9.     | 2015. június 3.      | Lima, Estadio Nacional                          | Peru               | 1 – 1    | Mexikó        | barátságos   | 0      | 70'     |
|        | Összesen             |                                                 |                    | 9        | mérkőzés      |              | 1      | gól     |